# FIFA 06
FIFA 06 (kendt som FIFA Soccer 06 i Nordamerika) er den 13. i FIFA rækken.

## Karriere del
Karriere delen i FIFA 06 er nu en 15-årig rejse som træner af en klub efter spillerens egen valg. Brugeren starter med at udfylde grundlæggende oplysninger såsom navn, fødselsdato, og land. Herfra, skal spilleren vælge, hvilken klub de gerne vil styre; Men kan dog kun vælge klubber med en 4-stjernet bedømmelse. I en ny tilføjelse til spillet skal spilleren nu styre et minimum budget til at få klubben til at køre rundt. Budgettet kan bruges på spillere, opgradere personale og trænere i klubben og transfer budgetter. Spillere skal nu også gøre deres bedste ledelsesmæssige færdigheder til at forhandle en sponsor til klubben. Sponsorer, en ny tilføjelse til karriere mode, giver en ugentlig betaling til klubben samt ekstra bonus ved at vinde trofæer og opfylde klubbens forventninger. Hvis man ikke opfylder disse forventninger, kan man risikere at miste sin sponsor i slutningen af sæsonen. Nogle sponsorer i spillet er reelle organisationer, mens andre blot er sammensat.
Spillere også nødt til at administrere forventninger bestyrelsen, spiller moral, team kemi og holde klubbens fans glade. I sidste ende er den bedste løsning på alle disse områder er at vinde kampe. Møde forventninger bestyrelsen vil næsten garantere spilleren et job i klubben til næste sæson, mens der ikke opfylder deres forventninger vil sandsynligvis miste spilleren deres job og blive tvunget til at finde en anden klub.

## Soundtrack
| Sang               | Kunstner                   |
| ------------------ | -------------------------- |
| 3DVoz              | Fiesta                     |
| AK4711             | Rock                       |
| Athena             | TamZamanıŞimdi             |
| BlocParty          | Helicopter                 |
| BluesBrotherCastro | Flirt                      |
| boTECOeletro       | CocoNutzMass               |
| Boy                | SameOldSong                |
| CarlinhosBrown     | Nabika                     |
| DamianMarley       | WelcometoJamrock           |
| Dogs               | LondonBridge/EndofanEra    |
| Doves              | BlackandWhiteTown          |
| Duels              | PotentialFutures           |
| Embrace            | Ashes                      |
| Hard-Fi            | GottaReason                |
| Jamiroquai         | FeelsJustLikeitShould      |
| Kaos               | NowandForever              |
| Kinky              | Coqueta                    |
| K'naan             | Soobax                     |
| KYO                | Contact                    |
| LCDSoundsystem     | DaftPunkIsPlayingatMyHouse |
| Linea77            | InnoAll'Odio               |
| MandoDiao          | GodKnows                   |
| maNga              | BirKadinCizeceksin         |
| MarcelinhodaLua    | Tranquilo                  |
| NineBlackAlps      | Cosmopolitan               |
| Oasis              | Lyla                       |
| PaulOakenfold      | BeautifulGoal              |
| Röyksopp           | FollowMyRuin               |
| Selasee            | Run                        |
| SoShy              | TheWayI                    |
| Subsonica          | CorpoaCorpo                |
| TeddybearsSTHLM    | Cobrastyle                 |
| TheDeparture       | BeMyEnemy                  |
| TheFilm            | CanYouTouchMe              |
| TheGift            | 11.33                      |
| TheGipsys          | LaDiscoteca                |
| TheRakes           | Strasbourg                 |
| Vitalic            | MyFriendDario              |
| YerbaBuena         | CityzenCitysoy             |

## Ligaer
| - Belgien - Belgiske Pro League - Brasilien - Campeonato Brasileiro de Futebol - Danmark - Superligaen - England - Premier League - Football League Championship - Football League 1 - Football League 2 - Football League 3 - Frankrig - Ligue 1 - Ligue 2 - Holland - Eredivisie (fodbold) - Italien - Serie A - Serie B - Korea - K League Classic - Mexico - Primera División de México | - Norge - Eliteserien (fodbold) - Polen - Ekstraklasa - Portugal - Primeira Liga - Schweiz - Schweiziske Super League - Skotland - Scottish Premier League - Spanien - La Liga - Segunda División - Tyskland - Bundesliga - 2. Bundesliga - Østrig - Bundesliga (Østrig) - USA - MLS |

### Resten af verden
- AC Sparta Prag
- Boca Juniors
- Fenerbahçe SK
- Galatasaray
- Kaizers Chiefs
- Olympiakos F.C.
- Orlando Pirates FC
- Panathinaikos FC
- River Plate
- Shakhtar Donetsk
- Thessaloniki

### Verdensliga
- Klassiske XI
- Verden

## Landshold
- 00Argentina
- 00Australien
- 00Belgien
- 00Brasilien
- 00Bulgarien
- 00Cameroun
- 00Costa Rica
- 00 Danmark
- 00 England
- 00 Finland
- 00 Frankrig
- 00 Grækenland
- 00 Irland
- 00 Italien
- 00 Kina
- 00 Kroatien
- 00 Mexico
- 00 Nigeria
- 00 Nordirland
- 00 Norge

| - 00 Østrig - 00 Paraguay - 00 Polen - 00 Portugal - 00 Rumænien - 00 Rusland - 00 Schweiz - 00 Skotland - 00 Slovenien - 00 Spanien - 00 Sverige - 00 Tjekkiet - 00 Tunesien - 00 Tyrkiet - 00 Tyskland - 00 Ungarn - 00 USA - 00 Uruguay - 00 Wales |

## Stadions
Belgien
- Constant Vanden Stock Stadion (RSC Anderlecht)

 England
- Highbury (Arsenal F.C.)
- Stamford Bridge (Chelsea)
- Anfield (Liverpool FC)
- Old Trafford (Manchester United)
- St James' Park (Newcastle)

 Frankrig
- Stade Félix Bollaert (RC Lens)
- Stade de Gerland (Lyon)
- Stade Vélodrome (Marseille)
- Parc des Princes (Paris SG))

 Holland
- Amsterdam ArenA (Ajax Amsterdam)

 Italien
- San Siro (AC Milan/*Inter)
- Delle Alpi (Juventus)

 Sydkorea
- Daegu Sport complex (Daegu FC)
- Seoul Sang-Am (FC Seoul)

 Portugal
- Estádio da Luz (Benfica)
- Estádio do Dragão (FC Porto)
- Estádio Alvalade XXI (Sporting Lissabon)

Øvrige
- Atatürk Stadion (Galatasaray)
- Millennium Stadium (Skotland)
- Estadio Azteca (Atlante F.C./*Club América)

 Spanien
- Vicente Calderón (Atlético de Madrid)
- Camp Nou (FC Barcelona)
- Santiago Bernabéu (Real Madrid)
- Mestalla (Valencia)

 Tyskland
- Westfalenstadion (Borussia Dortmund)
- BayArena (Bayer Leverkusen)
- hamburg Arena (Hamburger SV)